# Усть-Элегест
Усть-Элегест (тув. ) — село в Кызыльском кожууне Республики Тувы. Административный центр и единственный населённый пункт Усть-Элегестинского сумона.

## История
В 1912 году со стороны села Усть-Элегест на территорию основанного в 1910 году селения Арыскан переселились несколько хакасов во главе с бедняком по имени Карамчук.

## География
Село находится у впадения  реки Элегест в реку Енисей.
Уличная сеть
Береговой пер., Песочный пер., ул. Горная, ул. Енисейская, ул. Заводская, ул. Заводская 2-я, ул. Заречная, ул. Зелёная, ул. Новая, ул. Советская, ул. Улуг-Хемская, ул. Шахтерская, ул. Шоссейная, ,
Географическое положение
Расстояние до:
районного центра Каа-Хем: 36 км.
центра республики: Кызыл 29 км.
Ближайшие населенные пункты
Ээрбек 12 км, Сукпак 14 км, Элегест 24 км, Кочетово 24 км, Шанган 29 км

## Население
| 2002  | 2010  | 2011  | 2012  | 2013  | 2014  | 2015  |
| ----- | ----- | ----- | ----- | ----- | ----- | ----- |
| 1214  | ↗1315 | ↗1319 | ↗1401 | ↗1451 | ↗1476 | ↗1482 |
| 2016  | 2017  | 2018  | 2019  | 2020  | 2021  |       |
| ↘1473 | ↗1486 | ↗1505 | ↗1535 | ↗1545 | ↗1600 |       |

## Известные жители
Сафьянов, Иннокентий Георгиевич (25 сентября 1873, Иркутск — февраль 1953, Солнечногорск, Московская область) — революционер, участник гражданской войны в Сибири, один из основателей независимой Тувы, советский и тувинский общественный и хозяйственный деятель. Юношей жил на левом, южном берегу Енисея чуть выше села Усть-Элегест в отцовской торговой фактории Салдан. Здесь занимается коневодством, ездит с торговыми караванами по настоянию отца, сближается с тувинцами.

## Инфраструктура
МБОУ Усть-Элегестинская СОШ
МБДОУ детский сад «Салгал» с. Усть-Элегест
Усть-элегестинский Сельский центр Культуры
Администрация сельского поселения Сумона Усть-Элегестинский
Стадион

## Религия
Храм преподобного Макария Алтайского, входит в Кызыльскую епархию.

## Транспорт
Находится на автодороге Кызыл — Ак-Довурак 93К-02
Автодорога местного значения.